# خيارج (رامند الجنوبي)

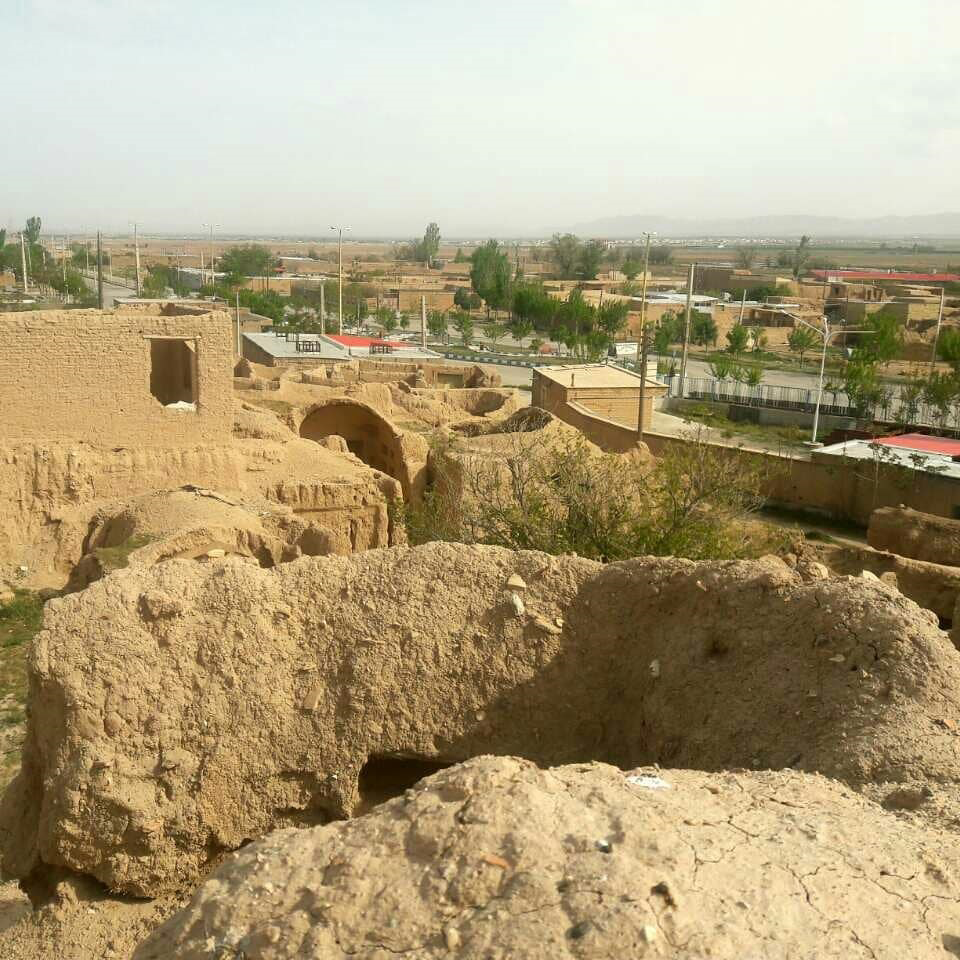

خيارج (بالإنجليزية: Khiaraj)‏ هي مستوطنة تقع في إيران في قسم رامند الجنوبي الريفي. يقدر عدد سكانها بـ 1,195 نسمة .